# 釧祥館
釧祥館（せんしょうかん）は、JR北海道根室本線釧路駅を拠点とする旭川の駅弁調製業者・レストランである。

## 概要
1917年12月創業。1953年に鉄道管理局の要請によってそれまでの個人営業から法人化して株式会社釧正館を設立。
1989年4月に営業権が旭川駅立売株式会社（現・旭川駅立売商会）に移譲され、1990年4月に現社名に変更。駅弁調製販売以外にも喫茶部「デリカ舞輪」を経営しているほか、北海道警察釧路方面本部庁舎の食堂運営も受託している。

## 沿革
- 1917年12月 - 釧路市北大通13-2において、釧路駅構内営業の許可を得て開業。
- 1945年3月 - 認可を得て売店の営業を開始。
- 1953年 - 個人営業を法人組織として株式会社釧正館を設立。
- 1981年7月 - 営業部門が独立して別組織となり株式会社釧正館を設立。
- 1985年5月 - 営業拠点を釧路市黒金町12丁目4番地に移転。
- 1989年4月 - 営業権を旭川駅立売株式会社に移譲する。
- 1990年4月 - 社名を株式会社釧祥館と改称。「釧正館」を「釧祥館」と一字変更。
- 1996年11月 - 営業拠点を釧路市錦町2-4「フィッシャーマンズワーフMOO」1Fに移転。
- 2002年5月 - 営業拠点を現住所釧路市北大通12丁目2番7号に移転。
- 2013年3月9日 - 台湾の台鉄弁当とのコラボ商品である、台鉄・北海道特色弁当（臺鐵‧北海道特色便當）が台北駅で発売された[2]。
- 2019年9月 - 製造部門から撤退し親会社の旭川駅立売商会による製造に移管。

## 主な商品
- たらば寿し

酢飯の上に蟹肉・イクラ・鮭などを載せ、更に蟹足を並べた弁当。駅弁大会などに出展することも多い。パッケージは八角形。
- かに飯

炊き込みご飯の上に蟹肉・椎茸・錦糸卵・紅生姜を散らしたもの。
- あきしゃけ弁当

鮭をクローズアップした幕の内弁当。
- くしろ北紀行

特急「スーパーおおぞら」の車内販売専用の幕の内弁当。

## 脚註
1. ↑  沿革 - 株式会社釧祥館
2. ↑  北海道の味、9日から台湾の駅弁に登場 - エキサイトニュース